# Philip Pettit
Pour les articles homonymes, voir Pettit.
Cet article possède un paronyme, voir Philippe Petit.
Philip Noel Pettit (né en 1945) est un philosophe irlandais et un théoricien politique. Il est connu comme un défenseur du républicanisme en philosophie politique et pour son soutien à l'idée d'un lien étroit entre les questions de sciences cognitives, de philosophie des sciences sociales, de libre arbitre, et de philosophie politique. Il est professeur à Princeton.

## La liberté comme «non-domination»
Son livre le plus connu, Républicanisme. Une théorie de la liberté et du gouvernement (1997, trad. en 2004), défend une conception de la liberté, qu'il qualifie de républicaine, en tant que « non-domination » plutôt qu'en tant que « non-interférence », conception qu'il associe à la tradition libérale, et notamment à sa conceptualisation par Bentham.
Il répond ainsi à un texte célèbre d'Isaiah Berlin sur les « deux concepts de la liberté ». La liberté comme non-domination implique qu'il ne faut pas considérer toute interférence sur mon libre-arbitre comme limitant ma liberté (une loi légitime, en ce sens, ne limite pas ma liberté) ; en revanche, contrairement à la conception de la liberté comme non-interférence, il faut prendre en compte non seulement les interférences effectives, mais aussi potentielles, c'est-à-dire la capacité qu'a autrui (ou l'État) à limiter ma liberté. En d'autres termes, selon Pettit, un maître indulgent, qui s'abstient de me fouetter mais en a le pouvoir, limite ma liberté tout autant qu'un maître cruel, qui use de ce pouvoir.
Un État républicain, en ce sens, doit tout à la fois limiter son imperium, et empêcher le dominium exercé entre individus : si le libéralisme, selon Pettit, prête une attention particulière à la limitation du pouvoir de l'État, vu comme empiétant sur les libertés individuelles, le républicanisme veut limiter le pouvoir arbitraire tant de l’État que des individus entre eux. L'action de l'État se légitime alors si elle permet d'empêcher qu'un individu exerce un pouvoir arbitraire sur un autre (cas de domination sociale).
Ce livre a eu un écho considérable. Il a été discuté, par exemple, par Henry S. Richardson, qui en accepte l'idée de base, dans Democratic Autonomy: Public Reasoning about the Ends of Policy (2002) .

## Autres ouvrages
Pettit a aussi traité de pénologie (Not Just Deserts. A Republican Theory of Criminal Justice), dialoguant avec John Braithwaite et adoptant une perspective conséquentialiste .

## Ouvrages
- Judging justice: an introduction to contemporary political philosophy (1980)
- Rawls: 'A Theory of Justice' and its critics (1990) avec Chandran Kukathas (en)
- The Common Mind. An essay on psychology, society and politics (1993)
- Republicanism (1997)
  - Républicanisme. Une théorie de la liberté et du gouvernement, Gallimard (2004)
- Three Methods of Ethics (1997), avec Marcia Baron et Michael Slote (en)
- A Theory of Freedom (2001)
- Rules, Reasons and Norms (2002)
- The Economy of Esteem: an essay on civil and political society (2004) avec Geoffrey Brennan (en)
- Made with Words: Hobbes on Language, Mind, and Politics (2007)
- A Political Philosophy in Public Life: Civic Republicanism in Zapatero's Spain (2010), avec José Luis Martí
- On The People's Terms: A Republican Theory and Model of Democracy (2016)

### Articles & contributions
- Democracy, Electoral and Contestatory, dans Ian Shapiro et Stephen Macedo (en) (dir.)Designing Democratic Institutions (N.Y.: New York University Press, 2000)

## Honneurs
- Doctorat honoris causa remis par la Faculté des arts et des sciences de l’Université de Montréal, pour souligner sa contribution dans le domaine de la philosophie morale et de la philosophie politique, 2006